# Jodi (Künstler)
Jodi ist ein 1994 gegründetes Netzkunstduo. Jodi gilt als Pionier auf dem Gebiet Electronic Art. Hinter dem Pseudonym Jodi verbergen sich Joan Heemskerk & Dirk Paesmans.
Joan Heemskerk (* 1968 in Kaatsheuvel, Niederlande) studierte Fotografie. Dirk Paesmans (* 1965 in Brüssel, Belgien) studierte bei Nam June Paik an der Kunstakademie Düsseldorf und war als Performance- und Videokünstler tätig. Heemskerk und Paesmans studierten in der Kunst- und Computerklasse von Joel Slyton an der San José State University, in der Nähe von Silicon Valley. Das Künstlerduo lebt in Barcelona, Spanien.
7061.jodi.org ist die früheste Arbeit, gefolgt von sod.jodi.org. Jodis bekanntestes Werk ist die seit August 1995 bei InterNIC registrierte Webseite www.jodi.org, die 1997 auf der documenta X ausgestellt wurde.

„Einer Maschine eine andere Bedeutung geben, sich für Viren, Störungen und Fehler des Computers interessieren, das ist die Aufgabe von Jodi. Unermüdlich arbeitet dieses Duo zweier junger Künstler am Wachstum seiner Webseite, die jetzt schon aus über 350 Seiten besteht. Ihre Site, die ständig erneuert und mit neuen Errungenschaften, die direkt vor die schon vorhandenen angebracht werden, angereichert wird, wächst wie eine Maschine, über die man jede Kontrolle verloren hat.“